# TEMPUS
TEMPUS (Trans-European Mobility Programme for University Studies) – program pomocowy Unii Europejskiej wspierający współpracę między uczelniami z krajów UE i z krajów partnerskich, a także wspierający podnoszenie jakości kształcenia i reformy w sektorze szkolnictwa wyższego w krajach partnerskich. Został on uruchomiony na podstawie decyzji Rady Ministrów Wspólnoty Europejskiej w roku 1990. Program TEMPUS-PHARE realizowany był w latach 1990–2000. Ostatnie projekty programu TEMPUS-PHARE, w których udział brały polskie uczelnie zostały zakończone w październiku 2001 roku.
W okresie istnienia programu TEMPUS-PHARE, za koordynację i administrowanie programu w Polsce odpowiedzialne było Polskie Biuro TEMPUS, działające w ramach Fundacji Rozwoju Systemu Edukacji. Polskie Biuro TEMPUS zakończyło swoją działalność 1 maja 2001 roku.
Z chwilą przystąpienia do Unii Europejskiej, Polska znajduje się ponownie w grupie krajów uczestniczących w programie TEMPUS. Jako kraj członkowski UE Polska nie jest już „beneficjentem” programu, lecz jednym z państw, które wspomagają kraje partnerskie (beneficjentów TEMPUS-a) we wprowadzaniu reform w sferze szkolnictwa wyższego.